# 雅茅斯城堡
雅茅斯城堡（Yarmouth Castle）是英國英格蘭南部懷特島上的一座城堡，由亨利八世興建於1547年，以抵禦法國攻擊。直到1885年，該城堡都發揮了防禦據點的作用。此後城堡雖然撤除了防禦設施，但在一戰和二戰期間曾再度用作軍事用途。現在雅茅斯城堡由英格蘭遺產管理，是個旅遊景點。

## 外部連結
- English Heritage's visitor site （页面存档备份，存于）